# Louth (Wielka Brytania)
Louth – miasto w Anglii, w hrabstwie Lincolnshire, w dystrykcie East Lindsey. Leży 39 km na północny wschód od Lincoln i 207 km na północ od Londynu. W 2001 miasto liczyło 15 930 mieszkańców.